# Amerikanische Kermesbeere
Die Amerikanische Kermesbeere (Phytolacca americana), auch Amerika-Kermesbeere, Schminkbeere und Zehnmännige Kermesbeere genannt, ist eine Pflanzenart aus der Gattung der Kermesbeeren (Phytolacca) innerhalb der Familie der Kermesbeerengewächse (Phytolaccaceae). Das natürliche Verbreitungsgebiet befindet sich in Nordamerika, sie ist in einigen Gebieten Eurasiens ein Neophyt. In Gebieten Süddeutschlands ist sie auf dem Weg, sich als invasive Art massiv auszubreiten (Stand 2013).

## Geschichte
„Phytolacca“ stammt aus griechisch phytón (Gewächs, Gartenpflanze) und aus „lacca“, einem italienischen Wort für „Lack“.  Der amerikanische Name poke oder pokeweed kommt von dem Wort Pokon, das sich bei den Shawnee-Indianern aus Virginia auf die Färbepflanzen bezieht, deren roter Saft an Blut erinnert („Pok“).
Die französischen Siedler, die in Nordamerika mit den indianischen Stämmen der Shawnee aus Virginia in Kontakt standen, haben die Pflanze in ihre Färbekunde und Kräuterapotheke aufgenommen und deshalb auch später auf europäischem Boden eingeführt.
Die Shawnees verzehrten sie traditionell im „Poke Cooked Salat“. Dazu wurden junge Blätter mehrmals in Wasser gekocht, wobei das Wasser nach jedem Kochen erneuert werden musste; es wird über tödliche Vergiftungen berichtet, wenn dies unterlassen wurde.
Die Wurzel wurde in niedrigen Mengen intern verwendet, um verschiedene Atemwegsinfektionen, Angina, Arthritis und Rheuma zu behandeln. Mit Salben oder Umschlägen wurden dermatologische Probleme wie Pilzinfektionen, Akne oder Krätze behandelt. Schließlich wurde angenommen, dass die Wurzel entzündungshemmende, antivirale und mitogene Eigenschaften hat.
Spätestens 1615 wurde diese Pflanzenart nach Europa eingeführt, da sie im selben Jahr in der Liste der Arten des Kew Royal Botanic Garden in England erwähnt wurde. Sie wurde 1640 auch von John Parkinson in  Theatrum Botanicum. erwähnt.
Die Pflanze befindet sich auf der Liste der gebietsfremden invasiven Pflanzen der Schweiz.

## Beschreibung

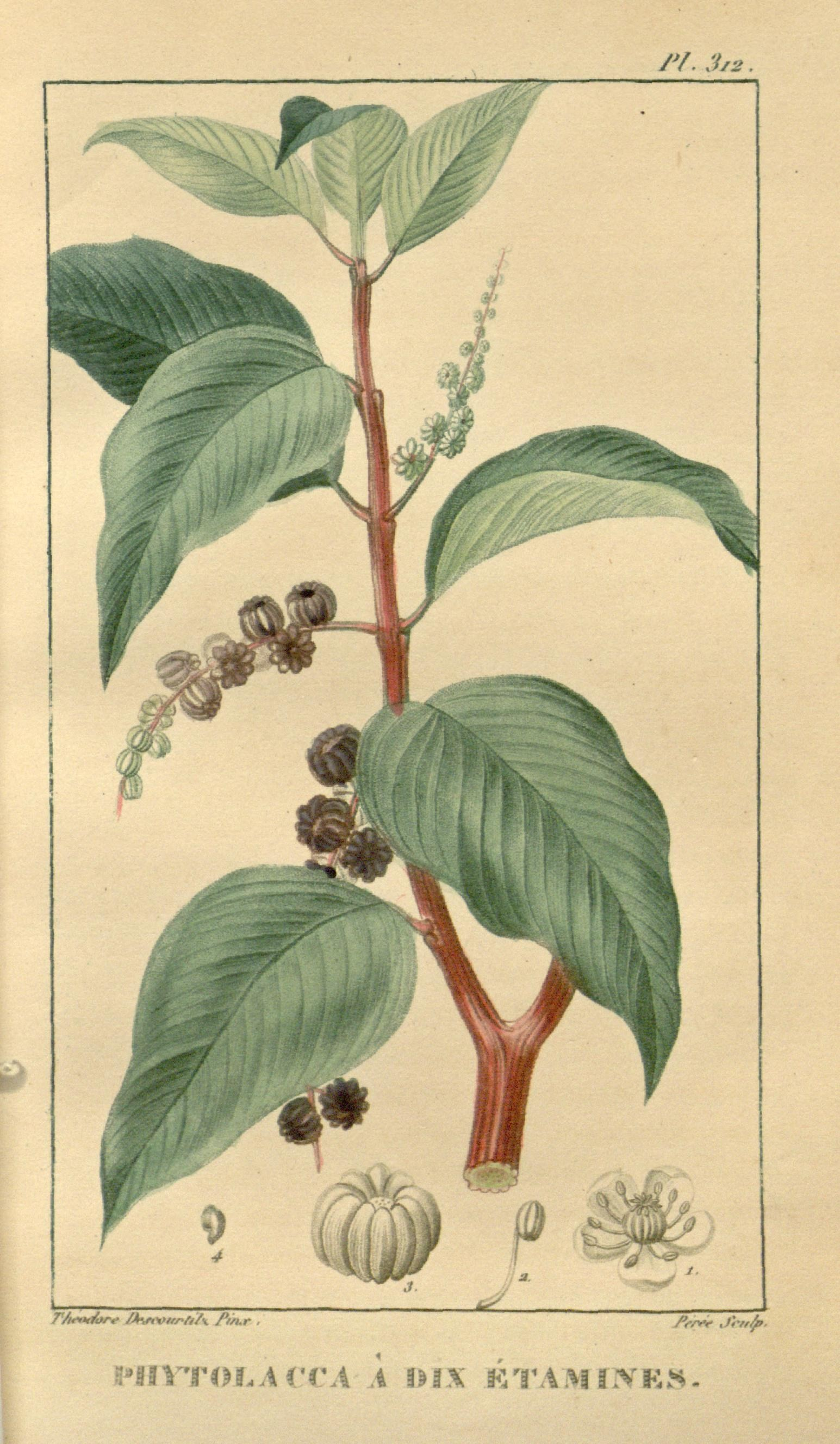
Illustration aus J. Theodore Descourtilz, M. E. Descourtilz: Flore médicale des Antilles, ou, Traité des plantes usuelles, 1827, Tafel 312

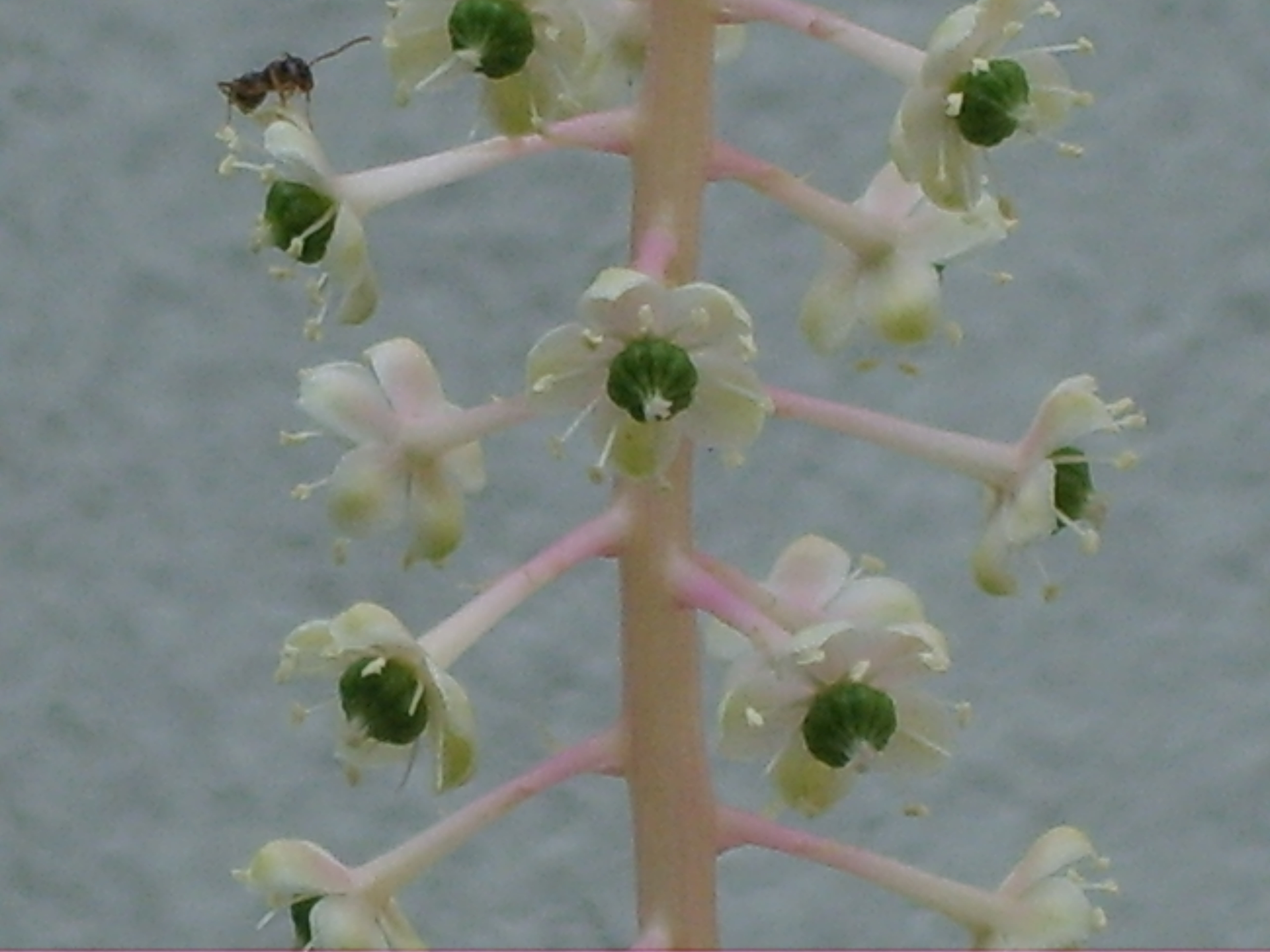
Ausschnitt eines Blütenstandes mit radiärsymmetrischen Blüten

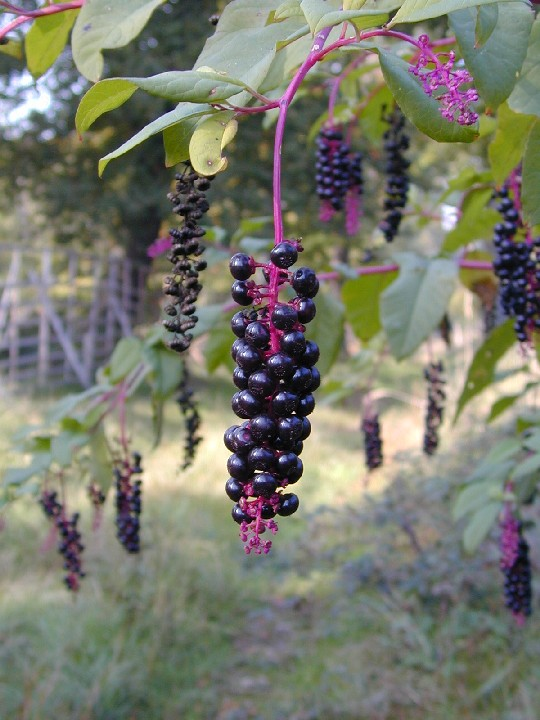
Fruchtstände

### Vegetative Merkmale
Die Amerikanische Kermesbeere ist eine ausdauernde krautige Pflanze, die Wuchshöhen von 1 bis 3 Metern erreicht. Der oft purpurfarbene, gabelig verzweigte, kräftige und gefurchte Stängel wächst aufrecht, die Basis kann etwas verholzen.
Die wechselständig angeordneten Laubblätter sind in Blattstiel und -spreite gegliedert. Die einfache, kahle und ganzrandige, spitze Blattspreite ist eiförmig bis lanzettlich und von matt-grüner Farbe, sie ist bis zu 30 Zentimeter lang. Der Blattstiel ist bis 4–6 Zentimeter lang, der Blattrand ist oft wellig.

### Generative Merkmale
Die Blütezeit reicht von Juli bis September. Es werden mehr oder weniger bogig überhängende bis hängende, traubige Blüten- und Fruchtstände gebildet. Die kleinen, zwittrigen, gestielten Blüten sind radiärsymmetrisch und meist fünfzählig mit einfacher Blütenhülle. Die fünf weißlichen bis rosafarbenen Kelchblätter sind verkehrt-eiförmig. Die Kronblätter fehlen. Es sind meist zehn kurze Staubblätter vorhanden. Die meist zehn oberständigen, grünen Fruchtblätter mit kurzen Griffeln und länglichen Narben sind mindestens bis zur halben Länge verwachsen.
Die unreifen, grünen Früchte sind abgeplattet kugelig und leicht zehnfach gefurcht, die reifen Früchte sind schwarz-purpurfarbene, glatte und ungefurchte, bis 1 Zentimeter große Beeren mit Griffelresten.
Die Chromosomenzahl beträgt 2n = 36.

## Inhaltsstoffe und Ökologie
Durch Phenole, die sie auch über die Wurzeln im Boden verbreitet, ist sie in der Lage, andere Arten am Keimen zu hindern, sodass auch eine Gefahr für die natürliche Erneuerung von Wäldern gesehen wird.

## Verbreitung und Standortansprüche
Ihr natürliches Verbreitungsgebiet erstreckt sich vom östlichen Kanada bis zu den südlichen Vereinigten Staaten. In Mitteleuropa kommt sie als Kulturpflanze vor, nur in südlichen Weinbaugebieten auch verwildert. Im südlichen Europa und in Gebieten Asiens ist sie verwildert. In Österreich tritt die Amerikanische Kermesbeere in der Südsteiermark zerstreut und lokal eingebürgert auf. In Wien, Niederösterreich, dem Burgenland, Kärnten, Salzburg, Nordtirol und Südtirol sind nur seltene und unbeständige Vorkommen bekannt.
Die ökologischen Zeigerwerte nach Landolt et al. 2010 sind in der Schweiz: Feuchtezahl F = 3 (mäßig feucht), Lichtzahl L = 3 (halbschattig), Reaktionszahl R = 3 (schwach sauer bis neutral), Temperaturzahl T = 4+ (warm-kollin), Nährstoffzahl N = 4 (nährstoffreich), Kontinentalitätszahl K = 1 (ozeanisch).
Die Amerikanische Kermesbeere ist eine wärmeliebende, wenig frostharte, aber sonst anspruchslose Pflanze, die in direkter Sonne und im Halbschatten gedeiht.

## Verwendung
Rohe oder nicht fertig gekochte Pflanzenteile sind giftig, da sie stark schleimhautreizende Saponine und giftige Lektine enthalten. Der Verzehr führt zu Erbrechen, blutigen Durchfällen, Schwindel und Blutdruckabfall. In schweren Fällen treten Krämpfe auf, die zum Tod durch Atemlähmung führen können.
Die Beeren wurden jedoch früher in Frankreich, Spanien und Portugal zum Färben von Rotwein verwendet. Der rote Fruchtsaft wurde zum Färben von Zuckerfarben, als nicht sehr lichtechter Textilfarbstoff und als wenig permanente Tinte benutzt. Der Farbstoff Betacyan ähnelt dem der Roten Bete. Gekochte junge Schösslinge und Blätter wurden früher ähnlich wie Spargel und Spinat gegessen, und abgekochte Früchte als Küchenzutat verwendet. Aus dem Wurzelstock kann Seife gewonnen werden. In Nordamerika wurde Phytolacca americana auch als Brech- und Abführmittel eingesetzt. Sie wurde gegen Rheuma, andere Autoimmunerkrankungen, Drüsenschwellungen, Ulkus, Bronchitis und Krebs eingesetzt. Den getrockneten Wurzeln und Beeren wurden schmerzstillende, entzündungshemmende, antirheumatische, auswurffördernde und narkotisierende Wirkungen zugeschrieben. Die Anwendung im Bereich der antiviralen Therapie bei Grippe, Polio und HIV-Infektion wird erforscht (Stand 2000). In der Homöopathie wird sie als Mittel gegen Mandel- und Gelenksentzündungen und gegen grippale Infekte eingesetzt.